# Free-for-All (Canción)
“Free-For-All” es una canción interpretada por el guitarrista y cantante estadounidense Ted Nugent, incluida como pista principal en su tercer álbum de estudio homónimo, Free-for-All, publicado en agosto de 1976. Escrita y compuesta por Nugent, la canción se ha convertido en uno de los temas más representativos de su estilo hard rock, destacando por sus potentes riffs de guitarra y su ritmo enérgico. Aunque no se lanzó oficialmente como sencillo, la placa Free-for-All fue certificada platino por la RIAA y obtuvo gran repercusión en las radios de rock de la década de 1970.

## Composición
“Free-For-All” está caracterizada por su estructura típica de hard rock setentero: guitarras distortivas, un riff principal marcado y un solo virtuoso de guitarra que ejemplifica el virtuosismo de Nugent. La canción se mueve en un tempo rápido (alrededor de 150 BPM) y emplea un compás de 4/4 con estribillos pegadizos y versos que enfatizan la potencia del riff principal.
Según el crítico Greg Prato de AllMusic, “Free-For-All” es uno de los dos cortes más destacados del álbum, describiéndola como un “himno de hard rock arrollador” y señalando que “revela lo mejor del estilo frenético de Nugent”. Complementando, Geoff Barton en Classic Rock la calificó como “salvajemente frenética”, destacando la interpretación guitarrera de Nugent como uno de los puntos álgidos del disco.

## Usos en la cultura popular
La canción “Free-For-All” ha sido empleada en diversas producciones cinematográficas y televisivas, donde se aprecia su vigor para subrayar escenas de acción o rebelión:
- Say It Isn’t So (2001): Incluida en la banda sonora de la comedia protagonizada por Heather Graham y Chris Klein.[9]
- Freaks and Geeks (1999): Aparece en el episodio “Tricks and Treats” (Temporada 1, Episodio 6), ambientando una escena de fiesta universitaria.[10]
- A.P. Bio (2020): Utilizada en el episodio “Aces Wild” (Temporada 2, Episodio 3) para ilustrar una escena de motivación personal.[11]
- MotorStorm: Pacific Rift (2008): Incluida en la lista de canciones del videojuego de carreras, aportando energía a las pistas más intensas.[12]

## Personal
- Ted Nugent – guitarra principal y voz.
- Derek St. Holmes – guitarra rítmica y coros, también participó ocasionalmente en la voz, aunque en este tema la voz principal es de Nugent.[13]
- Rob Grange – bajo eléctrico.
- Cliff Davies – batería y coros.